# Phyllis Nicolson
Phyllis Nicolson   (Macclesfield, 21 de setembre de 1917 - Sheffield, 6 d'octubre de 1968) va ser una matemàtica i física britànica coneguda especialment pel mètode de Crank–Nicolson, que va desenvolupar amb John Crank.

## Educació i joventut
Nicolson va néixer amb el nom de Phyllis Lockett a Macclesfield i va anar a l'Institut per a Noies de Stockport (Gran Manchester). Es va graduar a la Universitat de Manchester amb un grau l'any 1938, amb un postgrau l'any 1939 i amb el doctorat titulat Tres Problemes en Física Teòrica l'any 1946. La seva tesi doctoral va començar centrant-se en els raigs còsmics, sota la direcció de Lajos Jánossy durant els anys 1939 i 1940.

## Treball en l'analitzador diferencial
S'esperava que el seu doctorat fos presentat l'any 1941, però va ser interromput per la guerra, període en què va treballar en el grup de recerca de Douglas Hartree a la Universitat de Manchester, de 1940 a 1945. Durant aquest temps, Nicolson es va convertir en una eminent analista numèrica i en una usuària experta de l'analitzador diferencial de Hartree. Nicolson, juntament amb altres membres del grup de recerca van treballar en problemes relacionat amb la defensa. Les dues principals obres de Nicolson durant aquesta època, "Transient behaviour in the single anode magnetron" i "heat conduction", va formar la base de les parts II i III de la seva tesi doctoral de 1946 Tres Problemes en Física Teòrica.
La recerca de Nicolson sobre la conducció de la calor relacionada amb les solucions de l'equació de calor, i amb el seu col·lega John Crank va investigar l'estabilitat numèrica de diverses tècniques de resolució. L'algorisme ara conegut com mètode de Crank–Nicolson va emergir d'aquest treball i va ser publicat l'any 1947.

## Vida i obra després de la guerra
Nicolson va ser estudiant de recerca a Cambridge a partir de 1945 i va completar la seva tesi doctoral a la Universitat de Victòria de Manchester (actualment la Universitat de Manchester) l'any 1946. Va rebre la Beca de Recerca Tucker-Company de la Universitat de Girton, a Cambridge de 1946 a 1949, treballant al Laboratori Cavendish. Nicolson es va traslladar a Leeds al voltant del gener de 1950 amb el seu marit Malcolm Nicolson, també físic, ja que ell va obtenir una plaça de professor de Física a la Universitat de Leeds. Phyllis Nicholson s'havia casat amb Malcolm l'any 1942 i van tenir dos fills, Donald Macleod Nicolson (nascut el 20 de setembre de 1947 a Cambridge) i Roderick Ian Nicolson (nascut el 5 de febrer de 1950 a Leeds).
Malcolm Nicolson, als 33, va morir en un accident de tren el desembre de 1951, i Phyllis el va substituir en la seva plaça de professor. L'any 1955, Nicholson es va casar amb el físic Malcolm McCaig, que tenia un fill, Ian McCaig (nascut el febrer de 1946) d'un matrimoni anterior. Al maig de 1957, Nicolson i McCaig van tenir un altre fill, Andrew Malcolm McCaig. Els tres fills naturals de Nicolson van acabar obtenint doctorats en matemàtiques, psicologia, i geologia.
Nicolson va morir de càncer de mama l'any 1968 a Sheffield.

## Principals publicacions
- D. R. Hartree, P. Nicolson, N. Eyres. J. Howlett, and T. Pearcey. “Evaluation of the Solution of the Wave Equation for a Stratified Medium”, Air Defense Research & Development Establishment, Memorandum 47, May 1944.
- D. R. Hartree, P. Nicolson, N. Eyres. J. Howlett, and T. Pearcey. “Evaluation of the Solution of the Wave Equation for a Stratified Medium:Normalisation”, Radar Research and Development Establishment, RRDE Report No. 279, March 1945.
- Three Problems in Theoretical Physics. PhD Thesis, University of Manchester, 1946.[5]
- The Sun's Magnetic Field and the Diurnal and Seasonal Variations in Cosmic Ray Intensity Janossy, L.; Lockett, P., Proc. of the Royal Society of London. Series A, Mathematical and Physical Sciences, 1941, Vol. 178(972), pp. 52–60.
- Meson Formation and the Geomagnetic Effects. Janossy, L.; Nicolson, P., Proc. of the Royal Society of London. Series A, Mathematical and Physical Sciences, 1947, Vol. 192(1028), pp. 99–114.
- A practical method for numerical evaluation of solutions of partial differential equations of the heat-conduction type,[7] Crank, J.; Nicolson, P., Mathematical Proc. of the Cambridge Phil. Society, 1947, Vol. 43(1), pp. 50–67.
- A Theoretical Study of the Influence of Diffusion and Chemical Reaction Velocity on the Rate of Exchange of Carbon Monoxide and Oxygen between the Red Blood Corpuscle and the Surrounding Fluid, P. Nicolson and F. J. W. Roughton. Proc. of the Royal Society of London. Series B, Biological Sciences, Vol. 138, No. 891, 1951, pp. 241–264.